# Виборчий округ 38
Виборчий округ 38 — виборчий округ в Дніпропетровській області. В сучасному вигляді був утворений 28 квітня 2012 постановою ЦВК №82 (до цього моменту існувала інша система виборчих округів). Окружна виборча комісія цього округу розташовується в будівлі виконавчого комітету Новомосковської міської ради за адресою м. Новомосковськ, вул. Гетьманська, 14.
До складу округу входять місто Новомосковськ, а також Магдалинівський, Новомосковський і Юр'ївський райони. Виборчий округ 38 межує з округом 149 на північному заході, з округом 179 на півночі і на північному сході, з округом 178 на сході, з округом 36 на південному сході, з округом 39 на півдні, з округом 29 на південному заході та з округом 34 на заході. Виборчий округ №38 складається з виборчих дільниць під номерами 120209-120241, 120295-120350, 120667-120681 та 120797-120829.

## Народні депутати від округу
| Ім'я                          | Фото | Партія          | Скликання | Дата набуття повноважень | Дата припинення повноважень |
| ----------------------------- | ---- | --------------- | --------- | ------------------------ | --------------------------- |
| Солошенко Микола Павлович     |      | Партія регіонів | 7-ме      | 12 грудня 2012           | 27 листопада 2014           |
| Нестеренко Вадим Григорович   |      | самовисуванець  | 8-ме      | 27 листопада 2014        | 29 серпня 2019              |
| Бородін Владислав Валерійович |      | Слуга народу    | 9-те      | 29 серпня 2019           |                             |

## Результати виборів

### Парламентські

#### 2019
Кандидати-мажоритарники:
- Бородін Владислав Валерійович (Слуга народу)
- Нестеренко Вадим Григорович (самовисування)
- Гайворонський Анатолій Іванович (самовисування)
- Скакуненко Віталій Володимирович (Батьківщина)
- Камишев Сергій Володимирович (самовисування)
- Борисенко Яна Анатоліївна (самовисування)
- Шилова Вікторія Віталіївна (самовисування)
- Дядик Олег Олегович (самовисування)
- Нестеренко Вадим Миколайович (самовисування)
- Бестаєв Олімбег Павлович (самовисування)
- Нємченко Юрій Вікторович (Свобода)
- Шкуратський Денис Віталійович (самовисування)
- Жадан Іван Олегович (самовисування)
- Кукура Юрій Сергійович (самовисування)
- Дєєв Олександр Петрович (самовисування)
- Ніколаєв Олександр Іванович (самовисування)
- Кузнєцов Василь Віталійович (самовисування)
- Мельничук Сергій Петрович (самовисування)
- Костюк Андрій Васильович (самовисування)

#### 2014
Кандидати-мажоритарники:
- Нестеренко Вадим Григорович (самовисування)
- Літвіщенко Віктор Іванович (самовисування)
- Кузьмук Олександр Іванович (самовисування)
- Чорнодобравський Олег Іванович (Народний фронт)
- Калюжний Руслан Сергійович (самовисування)
- Малиночка Любов Григорівна (Комуністична партія України)
- Журавська Любов Федорівна (Радикальна партія)
- Закора Неля Миколаївна (Батьківщина)
- Подуков Олексій Вікторович (Сильна Україна)

#### 2012
Кандидати-мажоритарники:
- Солошенко Микола Павлович (Партія регіонів)
- Шилова Вікторія Віталіївна (самовисування)
- Шипко Аркадій Юрійович (Комуністична партія України)
- Білий Андрій Володимирович (УДАР)
- Карачевцев Юрій Васильович (Свобода)
- Городецький Олексій Ілліч (самовисування)
- Власова Наталія Федорівна (Україна — Вперед!)
- Салкоч Олексій Федорович (Україна майбутнього)
- Криштоп Ігор Володимирович (самовисування)
- Анащенко Анатолій Анатолійович (Нова політика)
- Лужецький Олексій Анатолійович (самовисування)

## Явка
Явка виборців на окрузі: